# Kevin Felida
Kevin Felida (Rotterdam, 11 november 1999) is een Nederlands-Curaçaos voetballer die als middenvelder voor FC Den Bosch speelt.

## Clubcarrière
Kevin Felida kwam via VV Spijkenisse en SBV Excelsior terecht in jeugdopleiding van FC Den Bosch. In het seizoen 2017/18 begon hij daar in de beloften. Zijn debuut in de hoofdmacht maakte Felida op 1 december 2017, in de met 3–0 gewonnen wedstrijd tegen Go Ahead Eagles. In de vijentachtigstee minuut verving hij Muhammed Mert.
Op donderdag 14 november werd bekend dat Felida een contract heeft getekend dat hem tot de zomer van 2020 aan de club bindt. Sindsdien is Felida ook volwaardig lid van de eerste selectie. 
In de wedstrijd tegen FC Dordrecht (4–1 zege), op vrijdag 16 maart 2018, maakte Felida zijn eerste doelpunt in het betaald voetbal. In de 90e minuut schoot hij van zo'n dertig meter afstand de 4–1 in de kruising. 
Op 23 mei 2022 tekende Felida een contract voor drie seizoenen bij RKC Waalwijk. Hij debuteerde op 4 september tegen Excelsior Rotterdam (5-2). Hij kwam in de drieëntachtigste minuut in de ploeg voor Pelle Clement. Op 30 maart 2024 maakte hij de gelijkmaker tegen sc Heerenveen (1-1). Uiteindelijk zou hij in drie seizoenen tweeëndertig competitieduels spelen voor de Waalwijkers.
Op 19 juli 2025 keerde Felida terug bij FC Den Bosch, waar hij een contract tekende tot en met de zomer van 2027.

## Interlandcarrière
In juni 2021 werd Felida opgeroepen door interim-bondscoach Patrick Kluivert van Curaçao voor de WK-kwalificatiewedstrijden tegen de Britse Maagdeneilanden en Guatemala. Felida debuteerde uiteindelijk in het duel met Guatemala (0–0).

## Voetbalcarrière
| Seizoen                        | Club           | Competitie     | Competitie | Competitie | Beker | Beker | Overig | Overig | Totaal | Totaal |
| Seizoen                        | Club           | Competitie     | Wed.       | Dlp.       | Wed.  | Dlp.  | Wed.   | Dlp.   | Wed.   | Dlp.   |
| ------------------------------ | -------------- | -------------- | ---------- | ---------- | ----- | ----- | ------ | ------ | ------ | ------ |
| 2017/18                        | FC Den Bosch   | Eerste divisie | 14         | 1          | 0     | 0     | 0      | 0      | 14     | 1      |
| 2018/19                        | FC Den Bosch   | Eerste divisie | 24         | 0          | 1     | 0     | 2      | 0      | 27     | 0      |
| 2019/20                        | FC Den Bosch   | Eerste divisie | 28         | 2          | 1     | 0     | 0      | 0      | 29     | 2      |
| 2020/21                        | FC Den Bosch   | Eerste divisie | 33         | 2          | 0     | 0     | 0      | 0      | 33     | 2      |
| 2021/22                        | FC Den Bosch   | Eerste divisie | 33         | 1          | 1     | 0     | 0      | 0      | 34     | 1      |
| 2022/23                        | RKC Waalwijk   | Eredivisie     | 6          | 0          | 1     | 0     | 0      | 0      | 7      | 0      |
| 2023/24                        | RKC Waalwijk   | Eredivisie     | 17         | 1          | 1     | 0     | 0      | 0      | 18     | 1      |
| 2024/25                        | RKC Waalwijk   | Eredivisie     | 9          | 0          | 2     | 0     | 0      | 0      | 8      | 0      |
| 2025/26                        | FC Den Bosch   | Eerste divisie | 1          | 0          | 0     | 0     | 0      | 0      | 1      | 0      |
| Carrièretotaal                 | Carrièretotaal | Carrièretotaal | 165        | 7          | 7     | 0     | 2      | 0      | 174    | 7      |
| Bijgewerkt op 9 augustus 2025. |                |                |            |            |       |       |        |        |        |        |

## Interlandcarrière
| Interlands van Kevin Felida voor Curaçao | Interlands van Kevin Felida voor Curaçao | Interlands van Kevin Felida voor Curaçao | Interlands van Kevin Felida voor Curaçao | Interlands van Kevin Felida voor Curaçao | Interlands van Kevin Felida voor Curaçao |
| №                                        | Datum                                    | Wedstrijd                                | Uitslag                                  | Competitie                               | Goals                                    |
| ---------------------------------------- | ---------------------------------------- | ---------------------------------------- | ---------------------------------------- | ---------------------------------------- | ---------------------------------------- |
| 1                                        | 9 juni 2021                              | Curaçao – Guatemala                      | 0 – 0                                    | WK 2022 (kwalificatie)                   | 0                                        |
| 2                                        | 13 juni 2021                             | Panama – Curaçao                         | 2 – 1                                    | WK 2022 (kwalificatie)                   | 0                                        |
| 3                                        | 27 september 2022                        | Indonesië – Curaçao                      | 2 – 1                                    | Vriendschappelijk                        | 0                                        |
| 4                                        | 26 maart 2023                            | Curaçao – Canada                         | 0 – 2                                    | CONCACAF Nations League                  | 0                                        |
| 5                                        | 29 maart 2023                            | Argentinië – Curaçao                     | 7 – 0                                    | Vriendschappelijk                        | 0                                        |
| 6                                        | 13 juni 2023                             | Curaçao – Puerto Rico                    | 0 – 0                                    | Vriendschappelijk                        | 0                                        |
| 7                                        | 17 juni 2023                             | Curaçao – Saint Kitts en Nevis           | 1 – 1 (3 – 4 n.s.)                       | Gold Cup (kwalificatie)                  | 0                                        |
| 8                                        | 8 september 2023                         | Trinidad en Tobago – Curaçao             | 1 – 0                                    | CONCACAF Nations League                  | 0                                        |
| 9                                        | 11 september 2023                        | Martinique – Curaçao                     | 1 – 0                                    | CONCACAF Nations League                  | 0                                        |
| 10                                       | 13 oktober 2023                          | Curaçao – Panama                         | 1 – 2                                    | CONCACAF Nations League                  | 0                                        |
| 11                                       | 18 oktober 2023                          | Curaçao – Trinidad en Tobago             | 5 – 3                                    | CONCACAF Nations League                  | 0                                        |
| 12                                       | 17 november 2023                         | Curaçao – El Salvador                    | 1 – 1                                    | Vriendschappelijk                        | 0                                        |
| 13                                       | 21 november 2023                         | Curaçao – El Salvador                    | 1 – 1                                    | Vriendschappelijk                        | 0                                        |
| 14                                       | 6 juni 2024                              | Curaçao – Barbados                       | 4 – 1                                    | WK 2026 (kwalificatie)                   | 0                                        |
| 15                                       | 9 juni 2024                              | Aruba – Curaçao                          | 0 – 2                                    | WK 2026 (kwalificatie)                   | 0                                        |
| 16                                       | 16 november 2024                         | Sint-Maarten – Curaçao                   | 0 – 5                                    | CONCACAF Nations League                  | 0                                        |
| 17                                       | 11 juni 2025                             | Haïti – Curaçao                          | 1 – 5                                    | WK 2026 (kwalificatie)                   | 0                                        |

1 Bakker ·
3 Maas ·
4 Van Grunsven ·
5 De Groot ·
6 Felida ·
7 Sillé ·
8 Monzialo ·
9 Karlsson Grach ·
10 Van Leeuwen ·
11 Verbeek  ·
15 De Vries ·
17 Semedo ·
18 Van Hedel ·
19 Kuijpers ·
20 Acheffay ·
21 Kotzebue ·
22 Fortes ·
23 Bakaľa ·
26 El Bakkali ·
27 Akmum ·
31 Bijlsma ·
33 Laros ·
36 Van de Merbel ·
40 Boumassaoudi ·
47 Barglan ·
48 Elum ·
Coach: Landvreugd
· Assistent-trainer: Van Overbeek
· Assistent-trainer: Mesaoudi
· Keeperstrainer: De Wit